# Ptyssiglottis kunthiana
Ptyssiglottis kunthiana är en akantusväxtart som först beskrevs av Christian Gottfried Daniel Nees von Esenbeck, och fick sitt nu gällande namn av B. Hansen. Ptyssiglottis kunthiana ingår i släktet Ptyssiglottis och familjen akantusväxter. Inga underarter finns listade i Catalogue of Life.